# HLR 80
De HLR 80, afgeleid van de Duitse serie V 60, tot 1971 bekend als type 260, is een dieselhydraulische locomotief bestemd voor het goederenvervoer van Nationale Maatschappij der Belgische Spoorwegen (NMBS).

## Geschiedenis
De Nationale Maatschappij der Belgische Spoorwegen liet in licentie 48 locomotieven bij La Brugeoise et Nivelles (BN) en 21 locomotieven bij Ateliers Belges Réunies (ABR) bouwen. Hierbij werd gebruikgemaakt van een Maybach-motor van het type GTO 6R en een versnellingsbak van het merk Voith.
De NMBS bezit nog één exemplaar, 8035 (ex 260.035), in september 2021 (zonder nummer) geparkeerd op een doodlopend spoor in Schaarbeek-Vorming.

## Nummers
| Lijst van de HLR 80 |                               |                    |           |
| Nummers             | Gebouwd door                  | Vernummerd in 1971 | Opmerking |
| 260.001-260.021     | La Brugeoise et Nivelles (BN) | 8001-8021          |           |
| 260.022-260.042     | Ateliers Belges Réunies (ABR) | 8022-8042          |           |
| 260.043-260.069     | La Brugeoise et Nivelles (BN) | 8043-8069          |           |

## Constructie en techniek
De locomotief heeft een stalen frame. De tractie-installatie is uitgerust met een hydraulische versnellingsbak die door een blinde as (zonder wielen) met koppelstangen verbonden is met alle drie assen.

## Treindiensten
De locomotieven werden door de NMBS gebruikt voor de rangeerdienst en lichte goederentreinen. Een aantal van de T80 werden nog verkocht aan Italië.